# Spjutfisk
Spjutfisk (Tetrapturus albidus) är en fiskart som beskrevs av Poey, 1860. Spjutfisk ingår i släktet Tetrapturus och familjen Istiophoridae. IUCN kategoriserar arten globalt som sårbar. Inga underarter finns listade i Catalogue of Life.